# Nogometni klub Croatia Zmijavci
Il Nogometni klub Croatia Zmijavci, conosciuto semplicemente come Croatia Zmijavci, è una squadra di calcio di Zmijavci, una località nella regione spalatino-dalmata (Croazia).

## Storia
Il club viene fondato nel 1974 come NK Kujundžusa (dal nome di un vitigno della zona) ed il primo presidente è Petar Milas. La prima partita viene giocata a Zmijavci il 29 settembre 1974 contro l'OSK Otok e finisce 1–3. Nel 1991, con l'indipendenza della Croazia, prende il nome attuale.
Il Croatia è una delle numerose squadre dalmate con un accordo di sviluppo con l'Hajduk Spalato, la principale squadra della regione, firmato nel 2016.
Grazie a questo accordo, il Croatia inizia ad essere competitivo. Nel 2017 vince la Kup Nogometnog saveza Županije Splitsko-dalmatinske, la coppa della regione spalatino-dalmata, battendo 1–0 il Dugopolje; questa vittoria permette l'accesso alla coppa nazionale 2017–18  ove raggiunge il secondo turno.
Nel 2018 vince la Treća liga Sud, ma è costretto a rinunciare alla promozione per mancanza di fondi. Invece nella stagione successiva ottiene la licenza per la Druga HNL, e grazie al terzo posto in classifica (era necessario piazzarsi entro i primi 3 per fare la richiesta) ritorna in Druga liga dopo 22 anni.

## Strutture

### Stadio
Il NK Croatia disputa le partite casalinghe allo ŠRC Marijan Šuto "Mrma" (ove ŠRC sta per Športsko rekreacijski centar, centro sportivo ricreativo), un impianto da 1300 posti. In questo stadio si tiene anche il Memorijalni turnir Marijan Šuto Mrma (torneo "memorial Marijan Šuto Mrma), una competizione fra 4 squadre della Dalmazia che viene disputata in estate.
Marijan Šuto, detto Mrma, era un giocatore che è morto durante la guerra d'indipendenza croata.

## Palmarès
- Treća HNL: 1

2017-2018 (girone Sud)